# The Pony Express
Pour plus de détails, voir Fiche technique et Distribution.
The Pony Express est un film muet américain réalisé par Sidney Olcott, tourné en 1907 pour la Kalem. Le film est interprété par Sidney Olcott, Robert G. Vignola, Joe Santley et son frère Fred Santley.

## Synopsis
Un cavalier du Pony Express est chargé de convoyer une forte somme d'argent appartenant au propriétaire d'un ranch. Il est attaqué par une bande de Mexicains. Grâce à son cheval Silver Heeds, il parvient à leur échapper et à prévenir les secours. Pour prix de sa bravoure, il conquiert le cœur de fille du propriétaire du ranch.

## À noter
The Pony Express est le sixième film proposé à la vente par une toute nouvelle maison de production de films : Kalem. Elle a été fondée quelques semaines auparavant par George Kleine, Samuel Long, Frank J. Marion et dont les initiales, K.L.M, ont fourni le nom à la compagnie.
C'est le premier film réalisé par Sidney Olcott. Il est entouré d'acteurs avec qui il a joué au théâtre dont Robert G. Vignola, futur réalisateur à la Paramount et Joseph Santley dit Joe, un adolescent qui a triomphé à Broadway dans Billy the Kid (1907).
Silver Heels, le cheval du film, a joué aussi dans la pièce Billy the Kid.